# المادة 160 من دستور ماليزيا
المادة 160 من دستور ماليزيا يحدد المصطلحات المختلفة المستخدمة في الدستور الماليزي. لها تأثير مهم على الإسلام في ماليزيا وشعب الملايو نظرًا لتعريفه لشخص الملايو بموجب البند 2. دخل حيز التنفيذ بعد 31 أغسطس 1957 («يوم الاستقلال» أو «يوم الاستقلال») في الاتحاد من الملايا (الآن شبه جزيرة ماليزيا)، ودخلت حيز التنفيذ في سنغافورة وشرق ماليزيا عندما اندمجت مع الملايا في عام 1963. على الرغم من أن المادة لم تعد تنطبق على سنغافورة منذ انفصالها عن ماليزيا في عام 1965، إلا أنها تؤثر على الوضع القانوني للملايا السنغافوريين عندما دخلوا ماليزيا.

## تعريف الملايو
يُعرِّف المقال «الملايو» على أنه الشخص الذي يعتنق دين الإسلام، ويتحدث لغة الملايو بشكل معتاد، ويتوافق مع تقاليد الملايو. يجب أن يكونوا أيضًا شخصًا تتوفر فيه ما يلي:
- ولد قبل يوم الاستقلال في الاتحاد أو في سنغافورة أو ولد لأبوين ولد أحدهما في الاتحاد أو في سنغافورة، أو كان في ذلك اليوم مقيمًا في الاتحاد أو سنغافورة
- قضية لشخص ما، نتيجة لتحول شخص من الملايو لن يعد أي من مواطنو الملايو اقترفوا هذا الشيء يعتبرون ملايو بموجب القانون. ومن ثم فإن امتيازات بوميبوترا الممنوحة للملايو بموجب المادة 153 من الدستور، والسياسة الاقتصادية الجديدة، وما إلى ذلك، حيث يتم التنازل عنها لمثل هؤلاء المتحولين لغير الإسلام. أولئك الذين تحولوا إلى ديانة أخرى تقدموا بعدد من القضايا القانونية.[2]

وبالمثل، فإن الملايو الغير الماليزي الذي يعتنق الإسلام يمكنه أن يطالب بامتيازات بوميبوترا، بشرط أن يستوفي الشروط الأخرى.